# Mario Ayuso
Mario Ayuso Galán, que usa también el seudónimo Bruto Pomeroy, es un actor, crítico y editor de cómic español, nacido en Madrid en 1958.

## Biografía
En 1974 editó el fanzine "Art-Cómics" (1974). Fundó las librerías especializadas "Metal Hurlant" (1983) y "Madrid Comics" (1984).
Fue el editor de "Tribulete" (1983-1984) un boletín renovador de la crítica sobre historietas; entre 1984 y 1985 dirigió, junto a Manuel Tabuenca, la editorial "Sombras". Y bajo el nombre de "Mario Ayuso Editor", publicó en la primera mitad de los años 90 la revista teórica "Urich" y la tira de prensa Calvin & Hobbes de Bill Watterson. En 1994, participó como comisario en el Primer Salón del Cómic de Madrid.
En 1995 actuó en El día de la bestia de Álex de la Iglesia. Volcado hacia el mundo de la interpretación, adoptó el seudónimo de Bruto Pomeroy en películas como Matías, juez de línea (1996) y El milagro de P. Tinto (1998), Manolito Gafotas de Miguel albadalejo en 1999 como el camionero del flotador, amigo de Manolo y series de televisión como El Comisario, donde interpretó al agente Sabino García durante seis temporadas (1999-2003), y Plutón BRB Nero (2008-2009). También ha participado en series como "Allí abajo" y "La que se avecina"